# GN-z11
GN-z11是一個在大熊座發現的高紅移星系，為目前已證實的可觀測宇宙中最古老、最遙遠的已知星系。GN-z11的光譜紅移值為z = 11.09，相當於約32 × 109光年（9.8 × 109秒差距）的同移距離。
“GN-z11”一名來源於其在大天文台起源北部星系深空巡天調查（GOODS-North）中的位置及其高宇宙學紅移數（GN + z11）。GN-z11被觀察到它存在於約134億年前，即大爆炸之後的4億年就已形成。因此，GN-z11與地球之間的距離有時會被不恰當地報導為134億光年（即光行程）。

## 概要
GN-z11星系是在哈勃太空望遠鏡的宇宙組合體近紅外深河外星系遺跡巡天調查（CANDELS）以及史匹哲太空望遠鏡的大天文台溯源深空巡天（GOODS-North）研究小組分析數據時確定的。研究小組使用哈勃太空望遠鏡的第三代廣域照相機通過光譜資料分析光到GN-z11的距離（即將光分解成其組成色用以測量空間的度規膨脹所引起的紅移）。2016年3月公佈的調查結果顯示，在哈勃望遠鏡可以觀察到的距離極限下，該星系比原先想像的還要遠。GN-z11比最遙遠天體的先前記錄保持者EGSY8p7早大約1億5千萬年出現，且被觀察到“非常接近所謂的宇宙的黑暗時期”並且“極其接近再電離過程的初期階段”。
GN-z11的大小是銀河系的1⁄25（4%），質量是銀河系的1％，且形成新恆星的速度大約是銀河系的20倍。其所屬恆星年齡估計為4千萬年。由於GN-z11在首顆恆星形成後便能夠大規模膨脹，故此次發現對當前的星系形成理論模型提出了不小的挑戰。